# Чемпионат Турции по волейболу среди мужчин
Чемпионат Турции по волейболу среди мужчин — ежегодное соревнование мужских волейбольных команд Турции. Проводится с 1955 года.
Соревнования проводятся в трёх дивизионах — Эфелер-лиге (с 2016/17), 1-й и 2-й лигах. Организатором чемпионатов с сезона 1970/71 является Национальная волейбольная лига (Voleybol Lig).

## Формула соревнований
До 1970 года на предварительном этапе проводились региональные чемпионаты, победители которых соревновались в финальных играх, проходивших в одном городе в течение нескольких дней. Затем формула соревнований в основном включала в себя предварительный этап с последующими играми на выбывание (плей-офф).
Чемпионат 2024/25 в Эфелер-лиге проходил в два этапа — предварительный и плей-офф. На предварительной стадии команды играли в два круга. 4 лучшие вышли в плей-офф и далее по системе с выбыванием определили финалистов, которые разыграли первенство. Серии матчей плей-офф проводились до двух (в полуфинале) и до трёх (в финале) побед одного из соперников.
За победы со счётом 3:0 и 3:1 команды получают 3 очка, 3:2 — 2 очка, за поражение со счётом 2:3 — 1 очко, 0:3 и 1:3 — 0 очков.
В чемпионате 2024/25 в Эфелер-лиге играли 13 команд: «Зираат Банккарт» (Анкара), «Галатасарай» (Стамбул), «Фенербахче» (Стамбул), «Аркас Спор» (Измир), «Халкбанк» (Анкара), «Спор Тото» (Анкара), «Алтекма» (Измир), «Аланья», «Истанбул Гёнчлик Спор» (Стамбул), «Бурса Бююкшехир» (Бурса), «Рамс Глобал Джизре» (Ширнак), «Кушгёз» (Измир), «Тюршад» (Битлис). Чемпионский титул выиграл «Зираат Банккарт», победивший в финальной серии «Галатасарай» 3-0 (3:0, 3:1, 3:0). 3-е место занял «Фенербахче».

## Чемпионы
| - 1948 «Вефа» Стамбул - 1949 «Бейоглуспор» Стамбул - 1950 «Бейоглуспор» Стамбул - 1951 «Бейоглуспор» Стамбул - 1952 «Бейоглуспор» Стамбул - 1953 «Бейоглуспор» Стамбул - 1954 не разыгрывался - 1955 «Галатасарай» Стамбул - 1956 «Галатасарай» Стамбул - 1957 «Галатасарай» Стамбул - 1958 «Галатасарай» Стамбул - 1959 «Дарюшшафака» Стамбул - 1960 «Галатасарай» Стамбул - 1961 «Галатасарай» Стамбул - 1962 «Галатасарай» Стамбул - 1963 «Галатасарай» Стамбул - 1964 «Галатасарай» Стамбул - 1965 «Галатасарай» Стамбул - 1966 «Галатасарай» Стамбул - 1967 «Галатасарай» Стамбул - 1968 «Мухафизгюджю» Анкара - 1969 «Мухафизгюджю» Анкара - 1970 «Истанбул» ЕТТ Стамбул - 1971 «Галатасарай» Стамбул - 1972 «Истанбул» ЕТТ Стамбул - 1973 «Истанбул» ЕТТ Стамбул - 1974 «Истанбул» ЕТТ Стамбул - 1975 «Мухафизгюджю» Анкара - 1976 «Эджзаджибаши» Стамбул - 1977 «Боронкай» Бююкдере - 1978 «Эджзаджибаши» Стамбул - 1979 «Эджзаджибаши» Стамбул - 1980 «Эджзаджибаши» Стамбул - 1981 «Эджзаджибаши» Стамбул - 1982 «Эджзаджибаши» Стамбул - 1983 «Эджзаджибаши» Стамбул - 1984 «Эджзаджибаши» Стамбул - 1985 «Эджзаджибаши» Стамбул - 1986 «Эджзаджибаши» Стамбул | - 1987 «Галатасарай» Стамбул - 1988 «Галатасарай» Стамбул - 1989 «Галатасарай» Стамбул - 1990 «Эмлякбанкаши» Анкара - 1991 «Эмлякбанкаши» Анкара - 1992 «Халкбанк» Анкара - 1993 «Халкбанк» Анкара - 1994 «Халкбанк» Анкара - 1995 «Халкбанк» Анкара - 1996 «Халкбанк» Анкара - 1997 «Неташ» Стамбул - 1998 «Неташ» Стамбул - 1999 «Неташ» Стамбул - 2000 «Арчелик» Стамбул - 2001 «Арчелик» Стамбул - 2002 «Эрдемирспор» Эрегли - 2003 «Арчелик» Стамбул - 2004 «Эрдемирспор» Эрегли - 2005 «Эрдемирспор» Эрегли - 2006 «Аркас Спор» Измир - 2007 «Аркас Спор» Измир - 2008 «Фенербахче» Стамбул - 2009 «Истанбул Бюйюкшехир» Стамбул - 2010 «Фенербахче» Стамбул - 2011 «Фенербахче» Стамбул - 2012 «Фенербахче» Стамбул - 2013 «Аркас Спор» Измир - 2014 «Халкбанк» Анкара - 2015 «Аркас Спор» Измир - 2016 «Халкбанк» Анкара - 2017 «Халкбанк» Анкара - 2018 «Халкбанк» Анкара - 2019 «Фенербахче» Стамбул - 2020 Чемпионат не завершён. Итоги не подведены - 2021 «Зираат Банккарт» Анкара - 2022 «Зираат Банккарт» Анкара - 2023 «Зираат Банккарт» Анкара - 2024 «Халкбанк» Анкара - 2025 «Зираат Банккарт» Анкара |

### Титулы
| Клуб                          | Победы |
| ----------------------------- | ------ |
| «Галатасарай» Стамбул         | 16     |
| «Эджзаджибаши» Стамбул        | 10     |
| «Халкбанк» Анкара             | 10     |
| «Бейоглуспор» Стамбул         | 5      |
| «Фенербахче» Стамбул          | 5      |
| «Истанбул» ЕТТ Стамбул        | 4      |
| «Аркас Спор» Измир            | 4      |
| «Зираат Банккарт» Анкара      | 4      |
| «Арчелик» Стамбул             | 3      |
| «Мухафизгюджю» Анкара         | 3      |
| «Неташ» Стамбул               | 3      |
| «Эрдемирспор» Эрегли          | 3      |
| «Эмлякбанкаши» Анкара         | 2      |
| «Боронкай» Бююкдере           | 1      |
| «Вефа» Стамбул                | 1      |
| «Дарюшшафака» Стамбул         | 1      |
| «Истанбул Бюйюкшехир» Стамбул | 1      |